# John Sandwall
John Anders Gunnar Sandwall (ur. 26 grudnia 1917 w Åseda, zm. 17 lutego 1980 w Oravais) – szwedzki szermierz, srebrny medalista mistrzostw świata.
Podczas mistrzostw świata w Buenos Aires w 1962 roku Szwedzi w składzie: Göran Abrahamsson, Ivar Genesjö, Hans Lagerwall, Orvar Lindwall i John Sandwall zdobyli srebrny medal w szpadzie drużynowej. Był to jedyny medal Sandwalla wywalczony w zawodach tego cyklu.
Wystartował na igrzyskach olimpijskich w Melbourne w 1956 roku, gdzie w szpadzie drużynowej odpadł w pierwszej rundzie. Był to jego jedyny start olimpijski.
Był podpułkownikiem (szw. Överstelöjtnant) szwedzkiej marynarki. Kształcił się w Kungliga Sjökrigshögskolan i Försvarshögskolan.